# Dormagen
Dormagen Németországban, Észak-Rajna-Vesztfália területén található, közép méretű város. Vegyipara jelentős. A Rajna
folyó mellett található Zons városa, amelyet 1373-1400 körül Friedrich von Saarwerden utasítására alapítottak. Zons 1975 óta Dormagen városrésze.
Dormagenben található egy erőd is, a Schloss Friedestorm.
A Knechtsteden a várostól nyugati irányban fekszik. Premontrei szerzetesek templomot emeltek itt az 1100-as években, melynek falát Krisztus ábrázolás díszíti.